# Jaime Fitz-James Stuart, 2.º Duque de Berwick
James Francis (Jacobo Francisco) Fitz-James Stuart, 2º Duque de Berwick, 2º Duque de Liria e Xérica (Saint-Germain-en-Laye, França, 21 de outubro de 1696  - Nápoles, Itália, 2 de junho de 1738) era um nobre jacobita e espanhol.

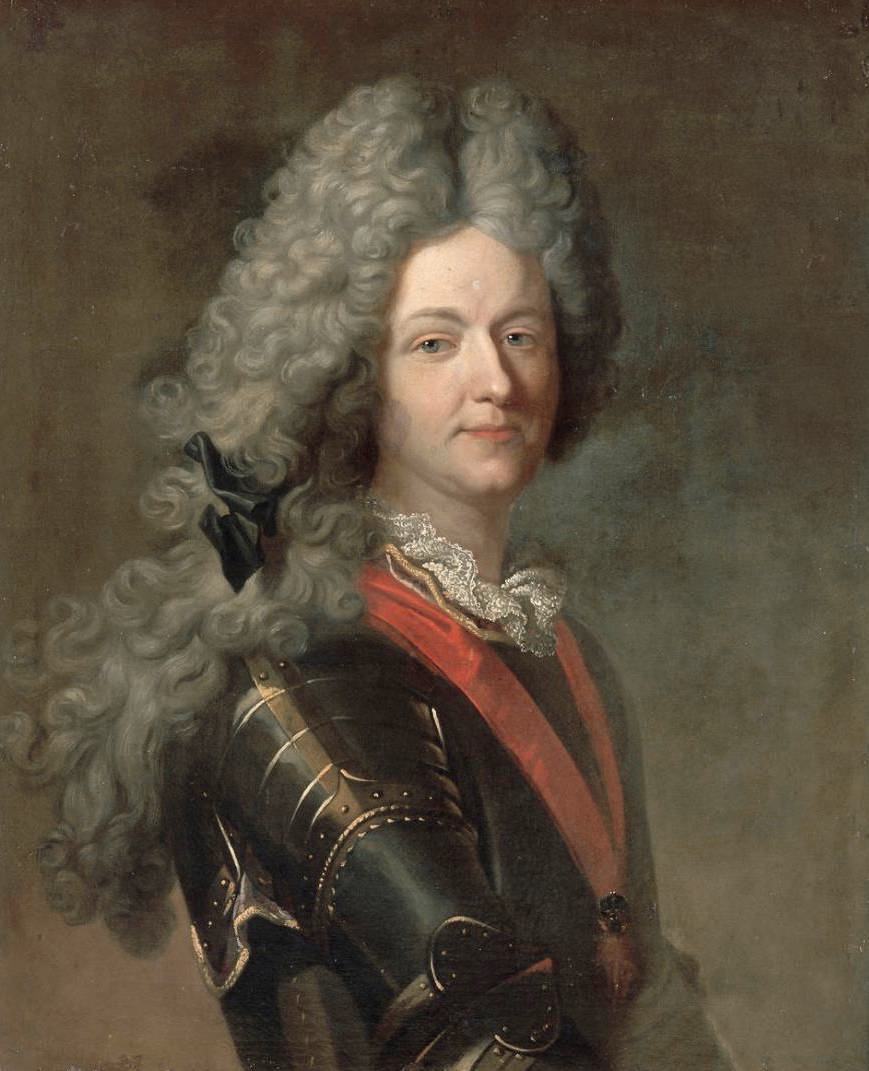

Ele herdou títulos da nobreza jacobita e espanhola com a morte de seu pai em batalha em 1734 em Philippsburg, durante a Guerra de Sucessão da Polônia.  Ele também foi consorte duque de Veragua e de la Vega e consorte-marquês de quatro outros títulos de seu casamento espanhol em 1716. Seu título completo era segundo duque de Berwick, segundo conde de Tinmouth, segundo barão Bosworth, segundo barão Bosworth, segundo duque de Liria e  Xerica, Grande de Espanha 1ª classe (desde 1716), Cavaleiro da Ordem do Tosão de Ouro (de 29 de setembro de 1714), além de ser portador de vários condados.

## Família
Seu pai era Jaime FitzJames, 1.º Duque de Berwick, filho ilegítimo do rei James II da Inglaterra por Arabella Churchill, irmã do  1.º Duque de Marlborough.
Sua mãe era Lady Honora Burke (1675-1698), segunda filha de  William Burke (m. 1687), sétima conde de Clanricarde e  viúva do nobre jacobita irlandês Patrick Sarsfield, 1.º conde de Lucan.  Sarsfield e Berwick eram veteranos do exército irlandês de James II e foram para o exílio na Europa continental como parte do vôo dos gansos selvagens.
Infelizmente, sua mãe morreu jovem em Pezenas, no Languedoc, no sul da França, em 16 de janeiro de 1698, quando ele tinha menos de 18 meses.  Seu pai se casou mais tarde e, assim, o 2º Duque de Berwick tinha 12 meio-irmãos e meio-irmãs mais novos, sendo o meio-irmão mais velho a origem da linhagem de franceses (Duques de Fitzjames (um título extinto em 1967).

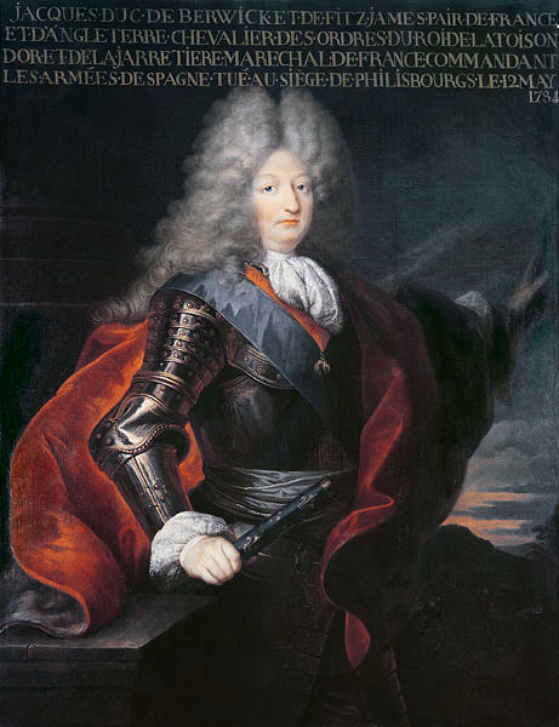
James Fitz-James Stuart, 2.° Duque de Berwick, de Hyacinthe Rigaud

## Casamento e descendência
Em 31 de dezembro de 1716, o 2º Duque de Berwick tornou-se o segundo marido da viúva Catalina Ventura Colón de Portugal e Ayala-Toledo, 9ª Duquesa de Veragua (14 de julho de 1690 - 3 de outubro de 1739).  Catalina Ventura era filha de Pedro Manuel Cólon de Portugal e da Cueva (25 de dezembro de 1651 - 9 de setembro de 1710).  Isso fez do 2º duque de Berwick também duque-consorte de Veragua e de la Vega.
Eles tiveram 6 filhos, dos quais 4 sobreviveram até a idade adulta:
- James Fitz-James Stuart, 3.° Duque de Berwick (28 de dezembro de 1718 a 30 de setembro de 1785), que em 26 de julho de 1738 se casou com Maria Teresa De Silva y Haro.
- Pedro de Alcántara, (1720-1791), Capitão-General da Marinha Espanhola, casou-se com María Benita de Rozas e Drummond, sem problemas.
- Ventura (1724 - ????), casado com Maria Josefa Gagigal e Monserrat, teve um filho.
- Maria Guadalupe Fitz-James Stuart y Colón de Portugal  (1725-1750), casada com Francisco Maria II Pico della Mirandola, sem descendente.

## Carreira
O inglês anglo-franco-espanhol James Fitz-James Stuart foi empregado por Isabel Farnésio para alcançar seus objetivos militares, estando envolvido nas batalhas em terra e no mar de 1717 a 1719 para recuperar Nápoles de seus governantes austríacos e a Sicília de  o Ducado de Sabóia, criando assim o Reino das Duas Sicílias.  Ele lutou como coronel dos Regimentos irlandeses da Espanha e tenente-general dos exércitos reais espanhóis, sendo promovido a marechal de campo em fevereiro de 1724.
Ele então serviu como embaixador espanhol na Rússia sob o Imperador  Pedro II (dezembro de 1726 a 1730), levando consigo Ricardo Wall (1694-1777), mais tarde ministro do governo espanhol.  .  Durante seu tempo na Rússia, ele foi feito um Cavaleiro da Ordem Russa de Santo André (28 de março de 1728), um Cavaleiro da Ordem Russa de Santo Alexandre Nevsky e um Ordem da Jarreteira (pelo pretendente  James Stuart em 3 de abril de 1727).  De 1730 a 1733, Stuart foi embaixador em Viena, depois de 1733 a sua morte em 1738, embaixador no Reino "recuperado" de Nápoles (levando Wall com ele novamente em ambas as missões).